# Джон Пъртуий
Джон Девън Роланд „Джон“ Пъртуий (7 юли 1919 - 20 май 1996) е английски актьор, артист и изпълнител на кабаре.
Пъртуий е известен с ролята си на Третия доктор в научнофантастичната поредица Доктор Кой между 1970 и 1974 г. Пъртуий прекарва и 18 години (1959-1977 в The Navy Lark на радио BBC. По-рано в кариерата си е работил като комедиант на Ваудевил, участвал в Театъра на империята в Глазгоу.